# Životice u Nového Jičína
Životice u Nového Jičína (németül: Seitendorf bei Neutitschein) község Csehországban, Nový Jičín-i járásban. Životice u Nového Jičína Nový Jičín, Mořkov, Ženklava, Hodslavice, Veřovice és Rybí településekkel határos. Lakosainak száma 661 fő (2024. január 1.).

## Népesség
A település lakosságának változását az alábbi diagram mutatja:
| Lakosok száma | 722  | 857  | 791  | 577  | 569  | 561  | 627  | 650  | 654  | 661  |
|               | 1869 | 1890 | 1921 | 1950 | 1980 | 2001 | 2017 | 2019 | 2022 | 2024 |